# Librería especializada en historieta

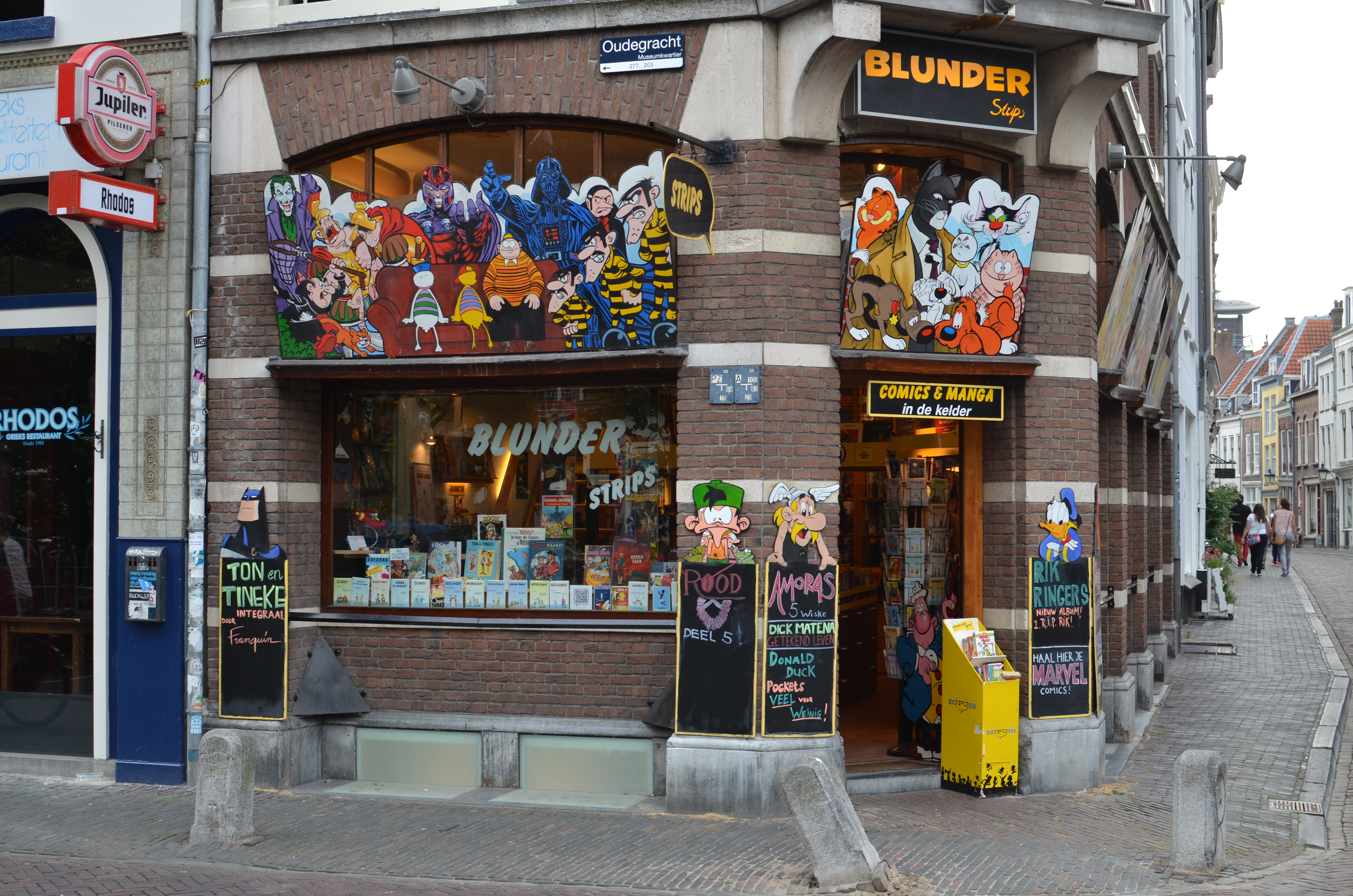
Librería cómica

Una librería o tienda de cómic o historieta es una librería especializada en la venta de cómics. En algunos países latinoamericanos, recibe el nombre de comiquería.

## Características
Estas librerías especializadas presentan una serie de características que las distinguen de las librerías generalistas:
- Tiene más variedad de historietas que una librería generalista, debido a su carácter especializado.[2]
- Suelen ordenar su material por editoriales o colecciones, en vez de por géneros.[3]
- Complementan sus ingresos con la venta de mercadería, en especial figuritas y objetos basados generalmente en personajes de historietas.[4]
- No es raro que organicen actividades paralelas, como partidas de Magic.[5]
- Sirven de punto de encuentro entre los historietistas, tanto profesionales como amateurs, y los lectores. Propician así el intercambio de opiniones y el surgimiento de asociaciones.[6] Complementan de esta forma, pero a lo largo de todo el año, la labor que puntualmente realizan los eventos de historieta.[7]

## Evolución
Dos de las primeras librerías especializadas del mundo aparecieron a finales de los años sesenta: La holandesa Lambiek, fundada por Kees Kousemaker en 1968, y la londinense Dark They Were, and Golden-Eyed (1969).
Durante los años 70, muchas librerías especializadas comenzaron a proliferar en Estados Unidos con el desarrollo del mercado de venta directa. En 1978, se creó en Londres Forbidden Planet, que llegaría a ser toda una cadena. En España, Mariano Ayuso fundó en 1979 Totem (después, Camelot) una de las primeras del país.
En 1980, se inauguró That's Entertainment en Worcester (Massachusetts). En pleno boom del cómic adulto español, aparecieron multitud de librerías especializadas, entre las que destacan Continuará (1980), Antifaz Cómics (1982) y Norma Cómics (1983) en Barcelona, Futurama (1981) en Valencia y Metal Hurlant (1983) y Madrid Comics (1984), ambas dirigidas por Mario Ayuso, en la capital. También empiezan a instalarse en la Argentina, aprovechando la convertibilidad económica.
En los años 90, se produjo la crisis del sector y se empezó a recurrir a la mercadotecnia para intentar levantar las ventas. A pesar de todo, surgieron nuevas e importantes librerías como Akira Cómics (1993) en Madrid, Joker (1994) en Bilbao y Midtown Comics (1997) en Nueva York. Por su parte, Norma Comics empezó a implantar un red de tiendas franquiciadas por toda España.
En el nuevo siglo, librerías como Totem (Lugo, 2000), A Gata Tola (Santiago de Compostela, 2000)  o Espacio Sins Entido (Madrid, 2005) y grandes superficies como la FNAC de Callao intentan atraer a nuevos lectores, organizando actividades. El Salón del Cómic de Barcelona instituyó en 2008 una categoría para reconocer a la mejor librería especializada del país, cuyo premio es un stand en el Saló el año siguiente. Por otro lado, la progresiva constitución de un mercado de venta digital, permite prever que las librerías hayan de orientarse aún más hacia el coleccionismo de historietas y la venta de originales.
La Revistería Comics, una librería argentina, ganó el premio Will Eisner Spirit of Comics Retailer Awards en 2019, siendo la primera librería latinoamericana en recibir este galardón.